# Annika Schlicht
Annika Schlicht (geboren 1988 in Stuttgart) ist eine deutsche Opernsängerin (Mezzosopran) und Ensemblemitglied der Deutschen Oper Berlin.

## Leben und Wirken
Annika Schlicht absolvierte in Heilbronn eine Ausbildung zur Maßschneiderin. Sie studierte Gesang bei Renate Faltin an der Hochschule für Musik Hanns Eisler Berlin und besuchte zusätzlich Interpretationskurse für Oper bei Júlia Várady und für Lied bei Wolfram Rieger. Weiters besuchte Meisterkurse bei unter anderem Dietrich Fischer-Dieskau, Brigitte Fassbaender, Deborah Polaski und Christine Schäfer. Sie war Stipendiatin des Richard-Wagner-Verbandes und wurde während des Studiums als Stipendiatin der Liz Mohn Kultur- und Musikstiftung in das Internationale Opernstudio der Staatsoper Berlin aufgenommen, wo sie als Flosshilde in Rheingold debütierte und weitere Rollen sang. 2014 wurde sie ins Young Singers Project der Salzburger Festspiele aufgenommen. Dort debütierte sie in der Uraufführung von Marc-André Dalbavies Oper Charlotte Salomon als Kunststudentin und sang die Rolle der Angelina in einer Kinderfassung von Rossinis La Cenerentola.
Seit der Spielzeit 2015/16 ist Schlicht Ensemblemitglied der Deutschen Oper Berlin, wo sie unter anderem in Nabucco, Rienzi, in der Neuinszenierung des Nibelungenrings von Stefan Herheim als Fricka in Rheingold und Walküre auftrat und 2017/18 in der Uraufführung von Aribert Reimanns Oper L’Invisible Marthe/Bellangère zu hören war.
Schlicht wirkt auch als Oratorien- und Konzertsängerin. Zu ihrem Repertoire zählen Bachs Matthäus-Passion sowie sein Weihnachtsoratorium, Vivaldis Gloria, Beethovens 9. Sinfonie, Pergolesis Stabat Mater, Mozarts Requiem, Verdis Messa da Requiem, und das Requiem von Donizetti, Gustav Mahlers Lied von der Erde und seine 3. Sinfonie, Wagners Wesendonck-Lieder, Bruchs Gruß an die heilige Nacht, Mendelssohns Oratorien Paulus, und Elias sowie Schumanns Der Rose Pilgerfahrt und Saint-Saëns' Oratorio de Noël. Auf Einladung von Brigitte Fassbaender gestaltete sie – gemeinsam mit dem Bassbariton Andreas Mattersberger –  2014 eine Liedmatinee beim Eppaner Liedsommer mit Liedern von Richard Strauss. 2018 trat sie anlässlich des 100-jährigen Jubiläums des Endes des Ersten Weltkrieges als Solistin in Beethovens 9. Sinfonie mit dem UNESCO World Orchestra for Peace auf.

## Rollenrepertoire (Auswahl)
- Berg: Margret in Wozzeck
- Bernstein: Paquette in Candide
- Bizet: Mercedes in Carmen
- Britten: Hippolyta in Ein Sommernachtstraum
- Britten: Tantchen in Peter Grimes
- Donizetti: Alisa in Lucia di Lammermoor
- Donizetti: Anna Kennedy in Maria Stuarda
- Giordano: Gräfin di Coigny in Andrea Chénier
- Humperdinck: Hänsel in Hänsel und Gretel
- Janácek: Fürsterin Specht in Das schlaue Füchslein
- Mozart: Dorabella in Così fan tutte
- Mozart: Sesto in La clemenza di Tito
- Mozart: 2. Dame in Die Zauberflöte
- Mussorgski: Schenkwirtin in Boris Godunow
- Puccini: Fürstin und Schwester Eiferin in Suor Angelica
- Puccini: Zita in Gianni Schicchi
- Puccini: Musiker in Manon Lescaut
- Rossini: Marchesa Melibea in Il viaggio a Reims
- Johann Strauss: Prinz Orlofsky in Die Fledermaus
- Richard Strauss: Page der Herodias in Salome
- Richard Strauss: Erste Magd in Elektra
- Tschaikowski: Polina in Pique Dame
- Tschaikowski: Olga in Eugen Onegin
- Verdi: Annina in La traviata
- Verdi: Maddalena in Rigoletto
- Verdi: Fenena in Nabucco
- Verdi: Mrs. Quickly in Falstaff
- Wagner: Adriano in Rienzi
- Wagner: Mary in Der fliegende Holländer
- Wagner: Brangäne in Tristan und Isolde
- Wagner: Fricka in Das Rheingold
- Wagner: Fricka in Die Walküre
- Wagner: Waltraute in Götterdämmerung
- Wagner: Magdalena in Die Meistersinger von Nürnberg
- Wolf-Ferrari: Stiefmutter in Aschenputtel

## Auszeichnungen
- 2012: Giulio Perotti Gesangswettbewerb (Ueckermünde) – Grand Prix und mehrere Sonderpreise
- 2012: DEBUT Wettbewerb – 3. Liedpreis und Förderpreis des Bronnbach e. V.
- 2013: Anneliese Rothenberger Wettbewerb – 2. Preisträgerin
- 2016: Wilhelm Stenhammar International Music Competition – 3. Preis[6]